# AbiWord
Abiword er et open source tekstbehandlingsprogram og udviklet igennem længere tid, som et alternativ til Microsoft Word.
Programmet har de fleste funktioner man har brug for til tekstbehandling. Det er tilgængeligt i mange forskellige styresystemer. Abiword håndterer mange filformater, bl.a. Word dokumenter og understøtter også den nye åbne dokumentstandard.
Programmet bruger GTK+ som sit toolkit.
Det er også inkluderet som standard i mange Linux-distributioner.